# Erdbeerbäume

Früchte von Arbutus unedo

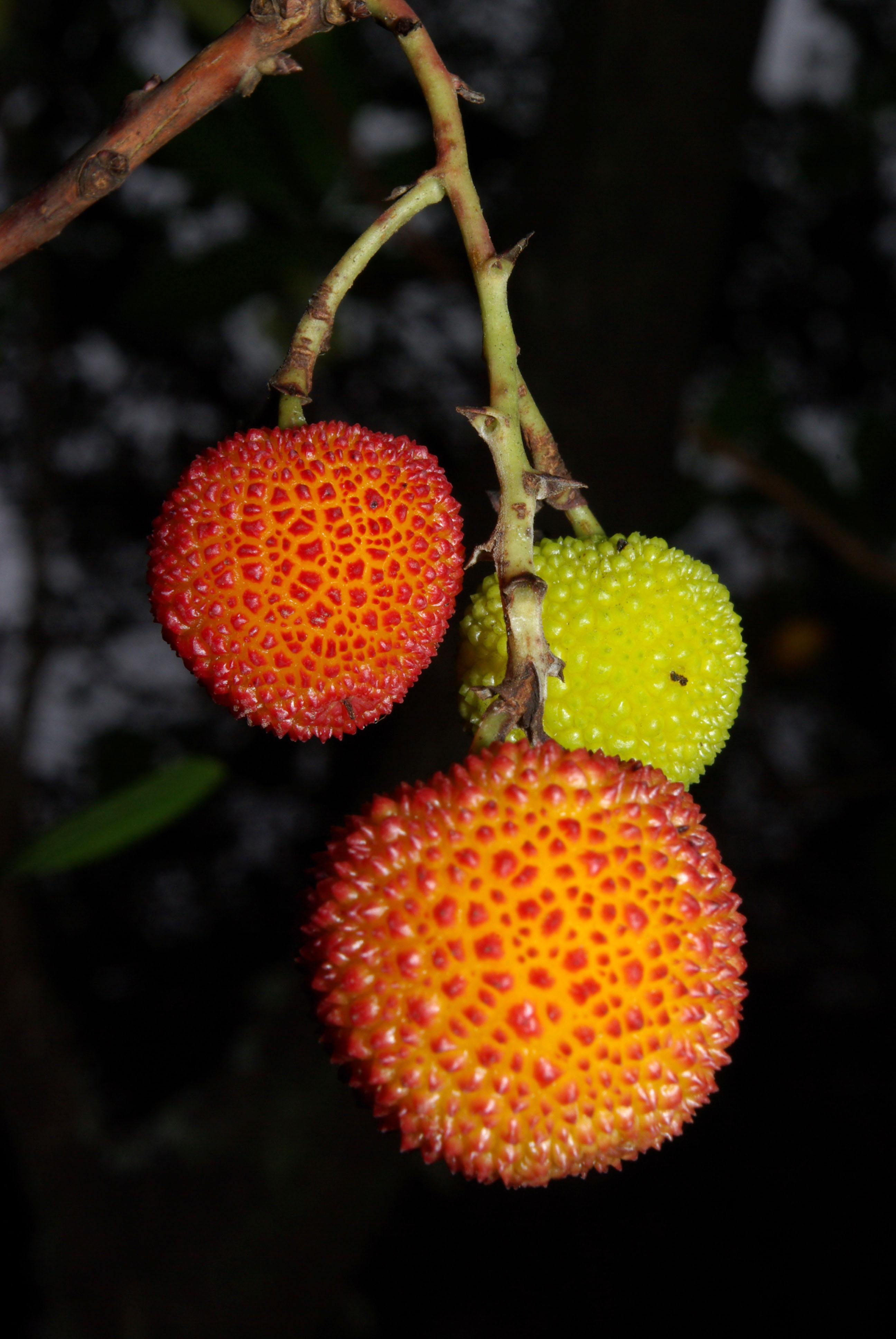
Nahaufnahme

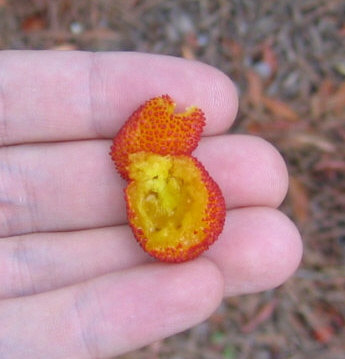
Aufgetrennte Frucht

Die Erdbeerbäume (Arbutus), auch westlicher Hagapfel, Landbeere, Meerkirsche oder Sandbeere  genannt, sind eine Pflanzengattung aus der Familie der Heidekrautgewächse (Ericaceae). Sie umfasst elf Arten und findet sich hauptsächlich in Mittelamerika und dem Mittelmeerraum.

## Beschreibung
Erdbeerbäume sind immergrüne Bäume oder Sträucher mit glatter, abblätternder, meist rötlich brauner bis grau gescheckter Rinde. Die einfachen, ganzrandigen oder gesägten, oberseitig glänzenden, ledrigen und gestielten Laubblätter sind wechselständig angeordnet.
Die meist fünfzähligen weißen bis roten Blüten bilden endständige Rispen. Die Krone ist krugförmig, die Kronlappen kurz. Die 10 Staubfäden sind am Ansatz geschwollen, die Staubbeutel haben an der Spitze einen Auswuchs, die Pollen bilden Tetraden. Die Narbe ist schwach gelappt, die Fruchtknoten sind papillös, die Fruchtblätter haben zwei bis mehrere Samenanlagen. Als Früchte werden warzige, mehlige, mehrsamige Beeren gebildet. Die Samen enthalten einen spatelförmigen Embryo.
Die Chromosomengrundzahl beträgt x = 13.

## Verbreitung
Die Arten der Gattung Arbutus sind von der Westküste Nordamerikas über Mittelamerika bis Nicaragua sowie im Mittelmeerraum und den Kanarischen Inseln in Gebieten mit Jahreszeitenklima verbreitet. In Mittelamerika werden Höhenlagen bis 3100 Meter erreicht. Keine Art ist in Mitteleuropa zuverlässig winterhart, allerdings gibt es in wintermilden Regionen (z. B. im botanischen Garten in Köln) seit Jahrzehnten ausgepflanzte Exemplare.

## Nutzung
Die essbaren fleischigen Früchte (spanisch madroños) schmecken süßsauer und mehlig. Sie werden teils zu Likör und zu Konfitüre sowie Fruchtgelee verarbeitet. Aus der Frucht des Westlichen Erdbeerbaums wird in Portugal der Schnaps Medronho gewonnen. Sie enthalten im Mittel 250 mg Vitamin C pro 100 g Fruchtfleisch und sind reich an Kohlenhydraten und Ballaststoffen.
Eine weitere typische Nutzung des Erdbeerbaumes ist die Gewinnung eines bitteren Honigs – italienisch: Miele Amaro. Es ist eine der außergewöhnlichsten Honigsorten überhaupt, weil er in seiner dunklen Erscheinungsform tatsächlich bitter schmeckt.  Er ist, von der gewonnenen Menge, ein seltener und damit wertvoller Honig. Da die Blüte des Baumes erst im Spätherbst zwischen Oktober und Januar erfolgt und die Aktivität der Bienen, die sich schon auf die Winterzeit vorbereiten, stark reduziert ist, können nur geringe Mengen Honig gewonnen werden. Eine wesentliche Herkunft ist Sardinien, insbesondere in der wilden Barbagia, wo es ganze, alte Erdbeerbaumwälder gibt.

## Systematik
Die Gattung Arbutus gilt als paraphyletisch, sie zerfällt in zwei Kladen entlang ihrer geografischen Verbreitung, also zum einen in eine neuweltliche, zum anderen eine altweltliche Klade, die näher mit Arctostaphylos und anderen Gattungen verwandt sind als mit den neuweltlichen Erdbeerbäumen.
Sie umfasst elf Arten:
Altweltliche Arten:
- Westlicher Erdbeerbaum (Arbutus unedo L.)
- Östlicher Erdbeerbaum (Arbutus andrachne L.)
- Kanarischer Erdbeerbaum (Arbutus canariensis Veill.), ein Endemit der Kanaren
- Arbutus pavarii Pamp., ein Endemit der Kyrenaika (Libyen)

Darüber hinaus gibt es die Hybriden:
- Arbutus × andrachnoides Link (Arbutus andrachne × Arbutus unedo)
- Arbutus × androsterilis Salas, Acebes & del Arco (Arbutus canariensis × Arbutus unedo)

Neuweltliche Arten:
- Arbutus arizonica (A.Gray) Sarg.: Sie kommt in Arizona, New Mexico und in den mexikanischen Bundesstaaten Chihuahua, Durango, Sinaloa, Sonora, Zacatecas und Jalisco vor.[11]
- Arbutus madrensis S.González: Sie kommt im nördlichen Mexiko vor.[12]
- Amerikanischer Erdbeerbaum (Arbutus menziesii Pursh)
- Arbutus occidentalis McVaugh & Rosatti: Sie kommt im nördlichen und westlichen Mexiko vor.[12]
- Arbutus tessellata P.D.Sørensen: Sie kommt in Mexiko vor.[12]
- Arbutus xalapensis Kunth (Syn. Arbutus texana Buckley, Arbutus peninsularis Rose & Goldman)[4][12]: Sie kommt in Texas, New Mexico, in Mexiko, Guatemala, El Salvador, Honduras und Nicaragua vor.[11]